# Skała Zachwytu
Skała Zachwytu – skała w górnej części Doliny Zachwytu na Wyżynie Olkuskiej będącej częścią Wyżyny Krakowsko-Częstochowskiej. Znajduje się we wsi Wielmoża w województwie małopolskim, w powiecie krakowskim, w gminie Sułoszowa.
Skała Zachwytu wznosi się w lesie na lewym zboczu doliny, w odległości około 350 m na południe od ostatnich zabudowań osiedla Herianówka. U podnóża zbocza, obok szlaku turystycznego wiodącego dnem Doliny Zachwytu znajduje się tablica informacyjna o skale, wraz z jej skałoplanem. Skała Zachwytu jest bowiem obiektem wspinaczki skalnej. Zbudowana jest z wapieni, ma ściany połogie lub pionowe, o wysokości do 15 m, z filarami i zacięciami. Jest na niej 16 dróg wspinaczkowych o trudności od II do VI.1 w skali polskiej oraz dwa projekty. Wszystkie (łącznie z projektami) mają zamontowane stałe punkty asekuracyjne – ringi (r) i stanowiska zjazdowe (st). Ściany wspinaczkowe o wystawie zachodniej lub południowo-zachodniej.

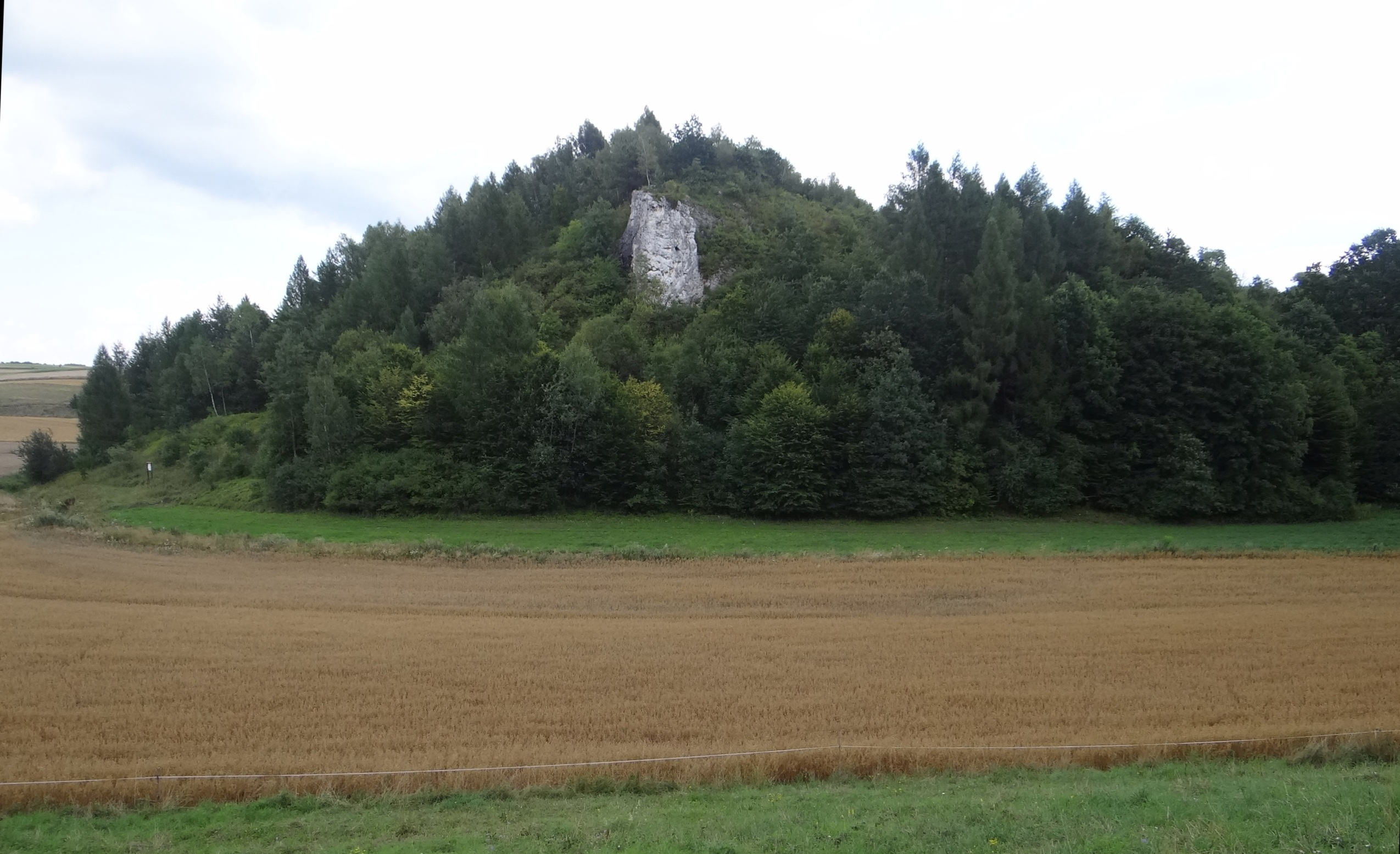
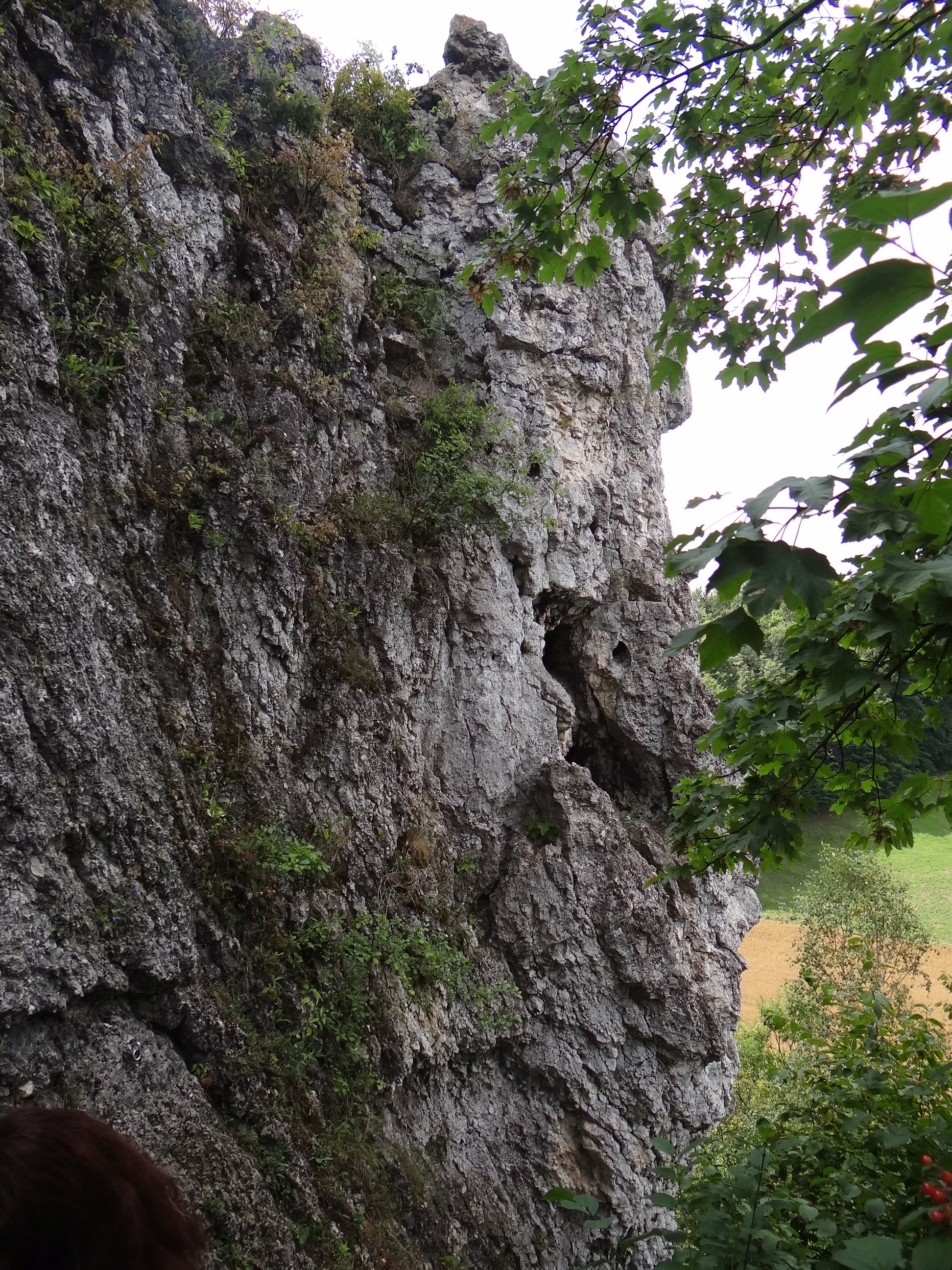
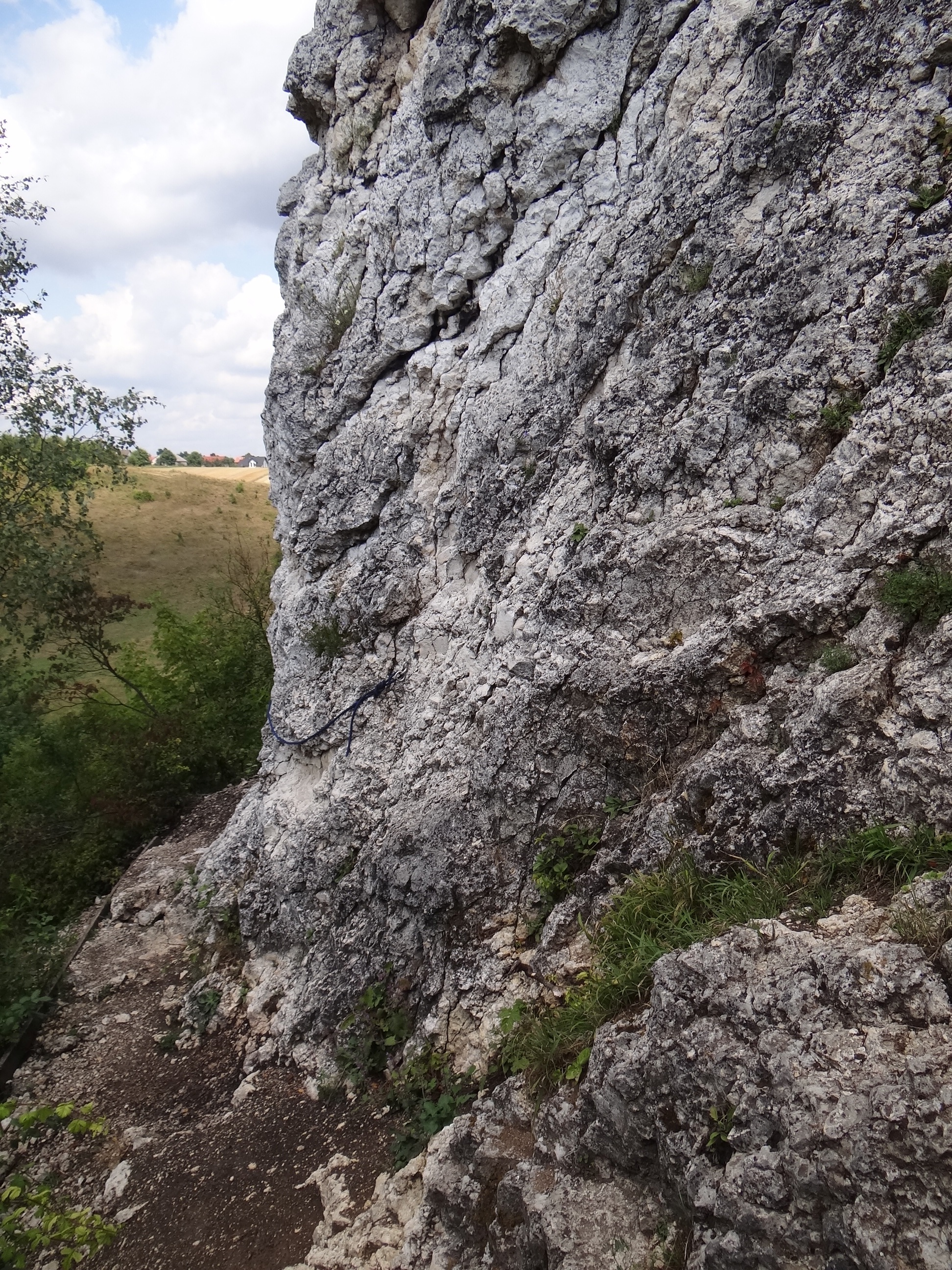
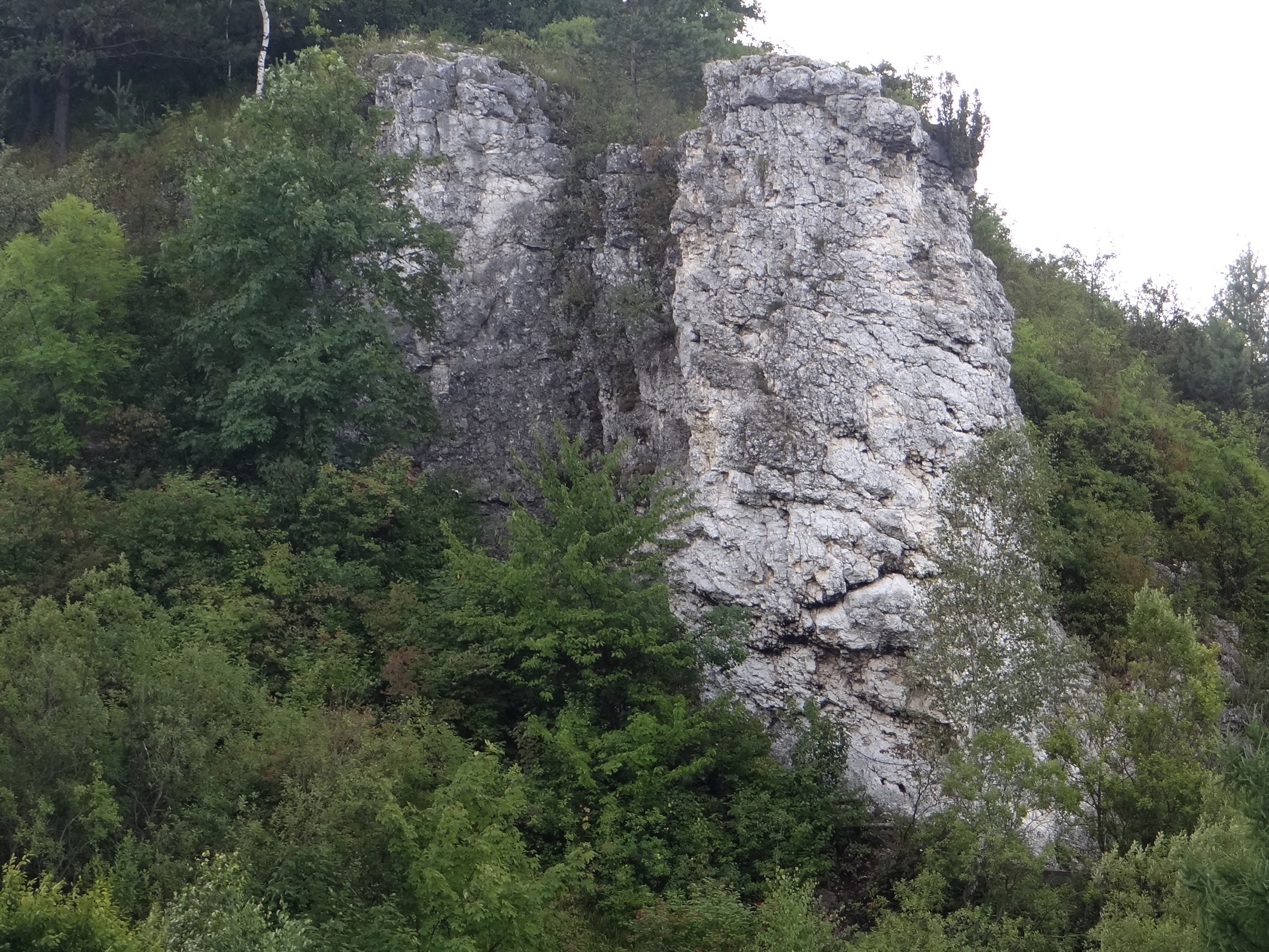
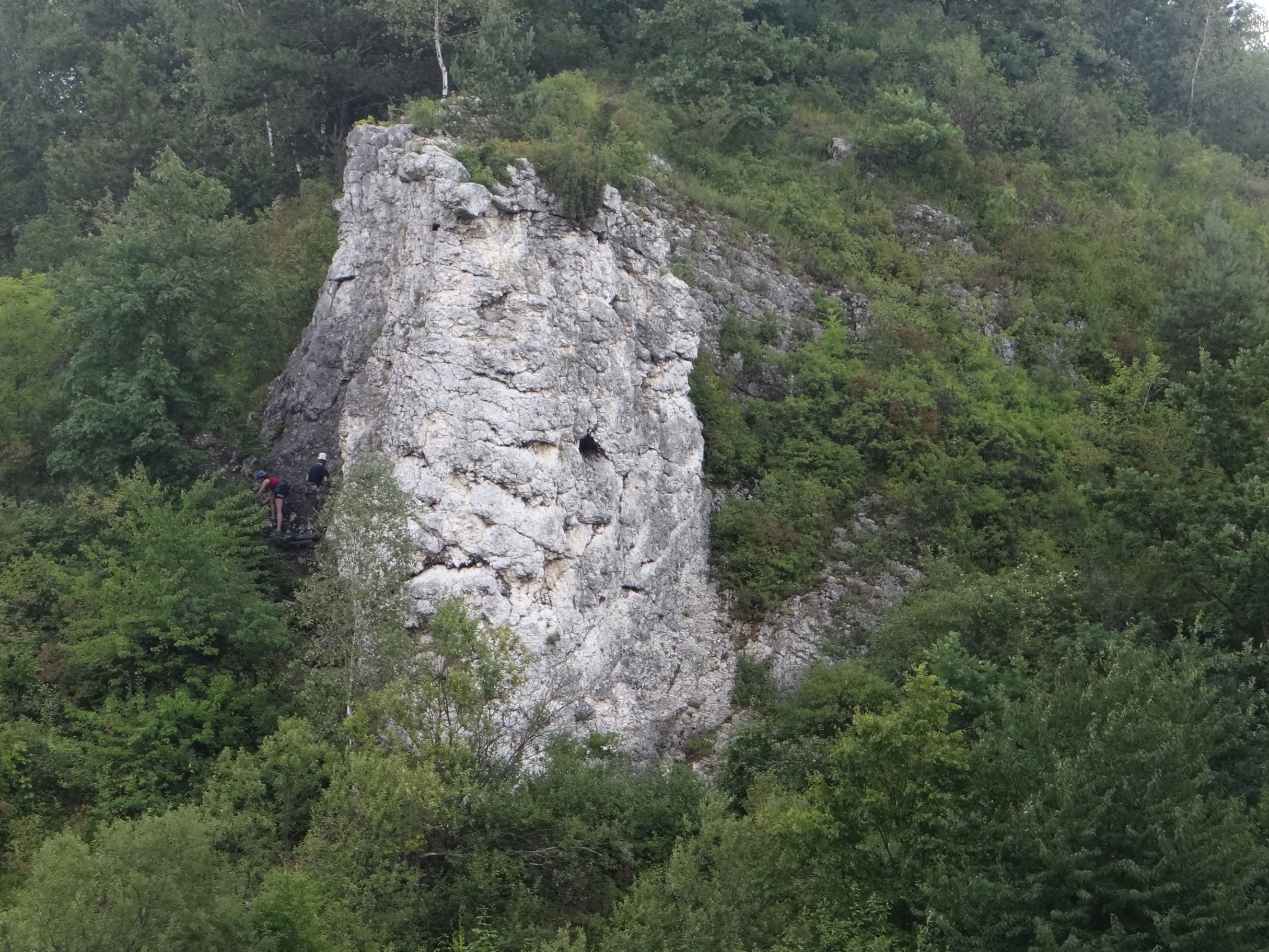
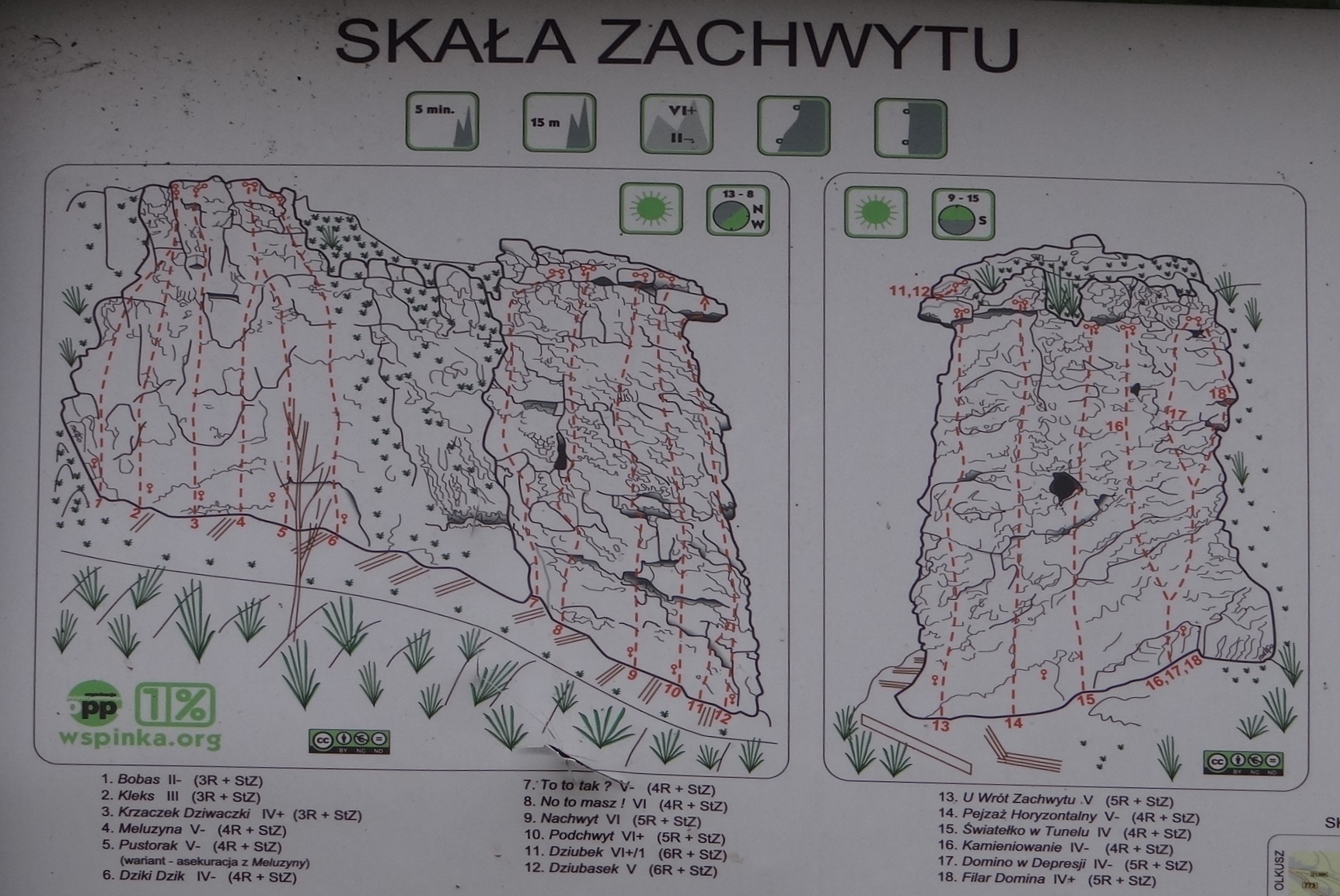

## Drogi wspinaczkowe
1. Bobas; II, 10 m (4r+st),
2. Kleks; III, 10 m (6r+st),
3. Krzaczki Dziwaczki; IV+, 10 m (4r+st),
4. Meluzyna; V-, 11 m (4r+st),
5. Pustorak; V- (2r+st),
6. Dziki dzik; IV, 11 m (5r+st),
7. Projekt; 12 m (5r+st),
8. Projekt; 12 m (5r+st),
9. Nachwyt; VI+, 12 m (6r+st),
10. Podchwyt; VI.1, 13 m (6r+st),
11. Dziubas; VI, 14 m (5r+st),
12. Dziubasek; V, 14 m (7r+st),
13. U wrót Zachwytu; V, 14 m (5r+st),
14. Pejzaż horyzontalny; V-, 14 m (5r+st),
15. Światełko w tunelu; IV, 13 m (5r+st),
16. Kamieniowanie; IV, 13 m (5r+st),
17. Domino w depresji; IV, 13 m (6r+st),
18. Filar domina; IV+, 13 m (6r+st)[1].

Obok Skały Zachwytu poprowadzono szlak turystyki pieszej i rowerowej.